# Jealous Guy
«Jealous Guy» (с англ. — «Ревнивый парень») — песня Джона Леннона из альбома Imagine.

## История создания
На сочинение мелодии Леннона вдохновила услышанная им в Индии лекция Махариши Махеша Йоги о «детях матери-природы». Маккартни тоже был ею восхищён, и они с Ленноном написали музыку соответственно к двум разным песням на тему лекции. Песня Маккартни «Mother Nature’s Son» (рус. Сын матери-природы) была включена в Белый альбом, а песня Леннона «Child of Nature» (рус. Ребёнок природы) — нет. Впрочем, обе были исполнены в доме у Джорджа Харрисона в мае 1968 года, и Леннон собирался включить свою композицию в альбом Let it Be.
В конце концов, текст о сыне природы был заменён на текст о ревнивом влюблённом, и композиция «Child of Nature» стала «Jealous Guy». Изначальная версия «Child of Nature» была записана трижды: в доме Харрисона в 1968 году, вместе с Харрисоном 2 января 1969 года в студии Твикенхэм и 24 января того же года в студии Эппл. Часть второй записи вошла в Let It Be… Naked.

## Выпуск
Песня вышла в альбоме Imagine в 1971 году. При жизни Леннона она не выпускалась как сингл. Только спустя пять лет после его убийства и через четыре с половиной года после успешного выхода кавер-версии «Jealous Guy», записанной Roxy Music, Parlophone сделал песню синглом (в ноябре 1985 года). Оригинальная версия «Jealous Guy» попала на 65 место в чартах.
В ноябре 1988 года в списке Billboard Hot 100 композиция заняла 80-е место, когда вышел на экраны фильм «Представь себе: Джон Леннон».

## Значение
Британский журнал New Musical Express включил данную композицию в свой список «500 величайших песен всех времён», разместив её в нём на 209-й позиции.

## Участники записи
В записи песни принимали участие:
- Джон Леннон — вокал, акустическая гитара, свист
- Ники Хопкинс — фортепьяно
- Джон Барэм[англ.] — фисгармония
- Алан Уайт — вибрафон
- Джоуи Молланд[англ.] — акустическая гитара
- Том Эванс — акустическая гитара
- Майк Пиндер — тамбурин
- Клаус Форманн — бас-гитара
- Джим Келтнер — ударная установка

## Кавер-версии
У песни есть следующие кавер-версии:
- Версия Аslan — первый сингл из их альбома Uncased[9]
- Версия Белинды Карлайл — сторона B её сингла «In Too Deep» из альбома A Woman and a Man (1996)
- Версия Бена Эллисона из альбома Little Things Run The World
- Версия The Black Crowes — сторона B их сингла «Twice As Hard» (1990)
- Версия Кэзи Джеймса, исполненная на девятом телешоу American Idol
- Версия Collective Soul из альбома Working Class Hero: A Tribute to John Lennon (1995)
- Версия Кёртиса Стайджерса из альбома Lost in dreams (2009)
- Версия Deftones из альбома Instant Karma: The Amnesty International Campaign to Save Darfur
- Версия Донни Хатауэя из альбома Live (1972)
- Версия Эллиотта Смита, исполненная в 1998 году на концерте в Вашингтоне
- Версия Enuuf Z'nuff из альбома Seven (1997)
- Версия The Faces из альбома Coast to Coast: Overture and Beginners (1975)
- Версия Лу Рида, исполненная на шоу «Come Together: A Night for John Lennon’s Words and Music»
- Версия Luna — саундтрек к фильму «Мистер Ревность»
- Версия The Shadows из альбома Simply Shadows (1987)
- Версия Джимми Скотта из альбома Holding Back the Years (1998)

### Версия Roxy Music
После смерти Леннона Roxy Music исполнили свою кавер-версию «Jealous Guy» во время концертного тура в Германии. Эту версию они записали и выпустили как сингл в марте 1981 года. В том же месяце песня — единственная из всех синглов группы — стала номером 1 в чартах Великобритании. Её сторона B, «To Turn You On», позже в несколько изменённом виде вышла в альбоме Avalon и в концертном альбоме Heart Still Beating.